# Morales de Valverde
Morales de Valverde település Spanyolországban,  Zamora tartományban.  Lakosainak száma 150 fő (2024).

## Népesség
A település népessége az utóbbi években az alábbiak szerint változott:
| Lakosok száma | 292  | 271  | 262  | 247  | 218  | 207  | 180  | 162  | 165  | 150  |
|               | 2001 | 2004 | 2007 | 2009 | 2012 | 2014 | 2017 | 2019 | 2022 | 2024 |